# Lucas Ferraro
 (juillet 2020).
Lucas Ferraro (né à Buenos Aires le 30 mars 1977) est un acteur argentin.

## Carrière

### Théâtre
- ¿Quién? ¿Yo? (1996)
- La espuma de los días (2004)
- Alice, una mujer llena de vida (2005)
- En el aire (2006)
- El calor del cuerpo (2008-2009)
- Hamlet, el señor de los cielos (2011)
- En familia (2013)
- Segunda princesa (2017-2018)
- #Citatextual  (2017-2018)
- Kintsugi (2018)

### Télévision
| Année     | Titre                          | Personnage                   | Chaîne          |
| --------- | ------------------------------ | ---------------------------- | --------------- |
| 1997      | Socios y Más                   |                              |                 |
| 1998-1999 | Como vos y yo                  | Sebastián Scala              | Canal 13        |
| 2000      | Verano del '98                 | Jano Valdez                  | Telefe          |
| 2000      | Los Buscas de Siempre          | Darío Cantón                 | Azul Televisión |
| 2001      | Propiedad horizontal           | Leo                          |                 |
| 2001      | Chiquititas                    | Michel Montenegro            | Telefe          |
| 2001      | Tiempo final                   | Nicolás                      | Telefe          |
| 2002      | Kachorra                       | Gaspar                       | Telefe          |
| 2002      | 099 Central                    | Alejandro                    | Canal 13        |
| 2003      | Costumbres Argentinas          | José Luis                    | Telefe          |
| 2004      | Padre Coraje                   | Che Guevara                  | Canal 13        |
| 2005      | Hombres de honor               | Danilo Onoratto              | Canal 13        |
| 2006      | Mujeres asesinas               | Julián/Omar                  | Canal 13        |
| 2006      | Al límite                      | Pablo                        | Telefe          |
| 2007      | Casi ángeles                   | Marcos Ibarlucía/James Jones | Telefe          |
| 2009      | Los hombres de Paco            |                              | Antena 3        |
| 2009      | Yo soy Bea                     |                              | Telecinco       |
| 2009-2010 | Botineras                      | Fernando Rodríguez           | Telefe          |
| 2010      | Malparida                      | Francisco Olivera Jr.        | Canal 13        |
| 2011      | Los Sónicos                    | Luis                         | Canal 9         |
| 2013      | Combatientes                   | Gustavo Rivero               | TV Pública      |
| 2013      | Historias de corazón           | Pablo                        | Telefe          |
| 2013      | Esa mujer                      | Ricardo                      | TV Pública      |
| 2015      | El otro, No todo es lo que ves | Nazareno                     | TV Pública      |
| 2017      | Supermax                       | Martín                       | TV Pública      |
| 2018      | Cuéntame cómo pasó             | Benjamín                     | La 1            |
| 2018      | Pasado de copas: Drunk History | Che Guevara                  | Telefe          |
| 2020      | Vis a vis: El oasis            | Cepo Sandoval Castro         | FOX España      |

### Cinéma
| Année | Film                            | Personnage         | Directeur             |
| ----- | ------------------------------- | ------------------ | --------------------- |
| 2003  | Ciudad del Sol                  | Fernando           | Carlos Galettini      |
| 2004  | Como mariposas en la luz        | Diego              | Diego Yaker           |
| 2009  | Plan B                          | Pablo              | Marco Berger          |
| 2010  | Amor en tránsito                |                    | Lucas Blanco          |
| 2011  | Caíto                           |                    | Guillermo Pfening     |
| 2014  | El Otro - No todo es lo que ves |                    | Daniel De Felippo     |
| 2015  | Eso que llaman amor             |                    | Victoria Miranda      |
| 2017  | La otra mujer                   | Javier             | Francisco Funes       |
| 2017  | Te esperaré                     | Martín             | Alberto Lecchi        |
| 2019  | El día que me muera             | Dolores            | Néstor Sánchez Sotelo |
| 2020  | Quemar las naves                |                    | Rodolfo Carnevale     |
| 2020  | La corazonada                   | Dr. Martín Aguirre | Alejandro Montiel     |

### Prix et nominations
| Année | Prix                         | Catégorie                  | Programme/Film           | Résultat     |
| ----- | ---------------------------- | -------------------------- | ------------------------ | ------------ |
| 2007  | Prix Sud                     | Meilleur acteur révélation | Como mariposas en la luz | Modèle:Celda |
| 2008  | Cóndor de Plata              | Révélation masculine       | Como mariposas en la luz | Modèle:Celda |
| 2010  | Festival Zinegoak -Bilbao-   | Meilleur acteur            | Plan B                   | Lauréat      |
| 2010  | Filmout festival -San Diego- | Meilleur acteur            | Plan B                   | Lauréat      |
| 2010  | Festival Queer -Lisbonne-    | Meilleur acteur            | Plan B                   | Lauréat      |
| 2018  | Estrella de Mar              | Meilleur acteur drame      | Segunda princesa         | Modèle:Celda |